# Memórias de uma Gueixa
Memórias de uma Gueixa (no original, em inglês: Memoirs of a Geisha) é um romance histórico escrito por Arthur Golden, publicado em 1997, em que é contada na primeira pessoa a história de uma gueixa em Gion, Kioto, no Japão, antes, durante e depois da Segunda Guerra Mundial. O livro foi adaptado ao cinema em 2005, no filme do mesmo nome.